# 禁じられたマリコ
『禁じられたマリコ』（きんじられたマリコ）は、1985年11月5日から1986年1月28日までTBS系で毎週火曜日20時00分 - 20時54分（JST）に放送された、放映された日本のテレビドラマ。全12話。

## 概要
全く身に憶えの無い殺人の罪を父親が着せられた上に、警官に凶悪殺人犯として射殺されてしまうという幼児体験から超能力を持ってしまった少女が、さまざまな悲劇に巻き込まれながらも懸命に生きていく。そして亡父の無実の罪を晴らすため、悪の超能力者との戦いを決意する。しかし、黒幕の前田耕一郎は実の父であり、その妻・弘子は父と信じていた高木と離婚した実母だという衝撃の事実を知る。
当時人気アイドルだった岡田有希子の初主演作品であったが、放送終了3か月後に自殺。結果として岡田有希子唯一の連続ドラマ主演作品となった（他には1985年7月1日に『月曜ドラマランド』枠で放送された単発ドラマ『かぐや姫とんで初体験?!』のみ）。

## スタッフ
- 脚本：今井詔二
- 音楽：奥慶一
- 監督：石田勝心、萩原鐡太郎、江崎実生、松森健
- プロデューサー：武田和（東宝）、樋口祐三、忠隈昌（TBS）
- 撮影：市原康至
- 美術：末広冨治郎
- 助監督：門奈克雄
- 特殊効果：鳴海聡
- 擬斗：甲斐武
- 選曲：白井多美雄
- 整音：TESS
- 効果：東洋音響
- メインタイトル：デン・フィルム・エフェクト
- 現像：東京現像所
- スタジオ：東宝ビルト
- 製作：東宝、TBS

## キャスト
- 杉浦麻里子（旧姓高木、杉浦家に養女入りするも実は前田の娘）：岡田有希子
- 杉浦元太郎（麻里子の養父）：竜雷太
- 杉浦加奈江（麻里子の養母）：岩井友見
- 前田耕一郎（強大な超能力を持つ人物、麻里子の実父）：中尾彬
- 前田弘子（高木の元妻、麻里子の実母）：赤座美代子
- 前田美也子：生田智子
- 前田めぐみ（麻里子とは両親を同じくする妹、超能力を父から受け継いでいる）：今野りえ
- 黒木刑事：峰岸徹
- 光井邦彦（麻里子の担任）：広岡瞬
- 高木竜一（麻里子の実兄）：三上博史
- ノボル（竜一の弟分）：直江喜一
- 蓮見新三郎：南原宏治
- 矢部：佐々木勝彦
- 山上孝之：中島陽典
- 高木正彦（麻里子の父）：潮哲也
- 室井：倉屋烈
- 吉岡：内田勝正
- 末永教授：冨田浩太郎
- 村沢医師：汐路章
- 茂野幸子
- 浅見純子
- 高橋佳子
- ナレーター：城達也

## 主題歌
- 『銀雪の浪漫 〜Follow You〜』 歌：藤ゆうこ、作詞：内藤綾子、作・編曲：水谷公生（バップレコード）

## 放映リスト
| 各話                                                     | 放送日        | サブタイトル           | 監督       | 視聴率 |
| -------------------------------------------------------- | ------------- | ---------------------- | ---------- | ------ |
| 第1回                                                    | 1985年11月5日 | 恐るべき少女           | 石田勝心   | 14.9%  |
| 第2回                                                    | 11月12日      | 17歳だから戦う         | 石田勝心   | 8.6%   |
| 第3回                                                    | 11月19日      | 人格破壊が始まる日!    | 石田勝心   | 9.5%   |
| 第4回                                                    | 11月26日      | 生きていてもいいですか | 萩原鐡太郎 | 10.5%  |
| 第5回                                                    | 12月3日       | 裏切り者と呼ばれて…    | 萩原鐡太郎 | 7.7%   |
| 第6回                                                    | 12月10日      | 私はあなたを許さない!  | 萩原鐡太郎 | 7.8%   |
| 第7回                                                    | 12月17日      | あの胸に抱かれたい     | 江崎実生   | 8.8%   |
| 第8回                                                    | 12月24日      | クリスマスが見えない!  | 松森健     | 6.9%   |
| 第9回                                                    | 1986年1月7日  | もう一人の超能力少女   | 萩原鐡太郎 | 9.5%   |
| 第10回                                                   | 1月14日       | 死の実験室             | 松森健     | 9.0%   |
| 第11回                                                   | 1月21日       | 超能力者2対1           | 松森健     | 10.3%  |
| 最終回                                                   | 1月28日       | 聖少女－最後の戦い!    | 萩原鐡太郎 | 11.2%  |
| 平均視聴率9.6%（視聴率は関東地区・ビデオリサーチ社調べ） |               |                        |            |        |

なお、1985年12月31日は「第27回 輝く日本レコード大賞」放送のため休止。

## 再放送
- TBSテレビは1986年4月半ばから平日17:00の関東ローカル枠で再放送を予定していたが、岡田の自殺により急遽中止された。以降TBSテレビでは再放送は行われなかった（系列の地方局では再放送が行われた）。
- 系列外では1989年、ミヤギテレビ（日本テレビ系）の夕方ドラマ枠「4時の招待席」にて、同年秋には読売テレビ（日本テレビ系準キー局）で深夜に、テレビ大阪（テレビ東京系）や北海道文化放送・テレビ新広島（以上フジテレビ系）でも再放送された（テレビ新広島では1989年11月3日時点で平日17:00から放送）。本番組の再放送はこの時期を最後に途絶えており、BS-TBSやTBSチャンネルなどのBS・CS放送でも一切放送されていない。
- 再放送以外の二次利用も行われておらず、番組のDVD-Video・Blu-ray Discなどのメディア化やParaviなどでの公式動画配信も行われていない。
- TBS系列局でも、北陸放送では同じ時間枠に『太陽にほえろ!』（日本テレビ）を遅れネットで放送していた。岡田の自殺もあり、現在に至って一度も放送されていない。
- 当時フジテレビ系とのクロスネット局だったテレビ山口では、裏番組の『火曜ワイドスペシャル』（フジテレビ）を同時ネットで放送していた。